# 打田正輝
打田 正輝（うちだ まさき）は、日本の金属工学、冶金学の研究者。東京工業大学理学院物理学系准教授を経て、現在は科学技術振興機構に所属。

## 略歴
東京大学大学院工学系研究科物理工学専攻　博士課程。研究分野は分子線エピタキシー・トポロジカル物質・強相関物質・量子輸送現象・薄膜界面。
ディラック半金属と呼ばれる特異な電子構造を持つトポロジカル物質について、材料学的知見から極めて高品質な薄膜を作製する手法を開発、特異な電子構造に基づく新しい量子化伝導状態を明らかにしたとして、2022年、第43回「本多記念研究奨励賞」を受賞した。

## 受賞記事など
- 打田正輝准教授が第43回本多記念研究奨励賞を受賞 東京工業大学
- 巨大な磁場応答を示す三角格子磁性半導体を開発、磁気秩序温度よりもはるかに高温から巨大な異常ホール効果を発現させることに成功   Motor-Fan

## 国際会議招待講演
“Triangular-Lattice Magnetic Semiconductor Producing Giant Anomalous Hall Signals”
(2023 MRS Spring Meeting, April 2023, San Francisco (QM02.01.02))
“Quantum Hall conduction on topological semimetal Fermi arcs”
(15th Asia Pacific Physics Conference (APPC15), August 2022, online)
“Quantized Transport on Topological Semimetal Fermi Arcs”
(2021 MRS Spring Meeting, April 2021, online (NM03.09.02))